# Nully
Nully – miejscowość i gmina we Francji, w regionie Grand Est, w departamencie Górna Marna.
Według danych na rok 2010 gminę zamieszkiwało 177 osób, a gęstość zaludnienia wynosiła 9,9 osoby/km².